# 寂靜黑暗樂團
寂靜黑暗（英語：Dark Tranquillity）是瑞典旋律死亡金屬樂團，1989年成立於哥登堡。他們是哥登堡金屬的先驅之一，並與沉淪關頭、妖域魔神和烈焰邪神等樂團共同掀起了瑞典死亡金屬新浪潮，是該音樂運動最突出的團體之一，促使旋律死亡金屬誕生。目前的樂團陣容是主唱麥克·史丹、吉他手尼克拉斯·桑丁、
鼓手安德斯·伊凡、鍵盤手馬丁·布蘭斯壯、貝斯手安德斯·艾文。截至2017年6月，樂團共發行了11張錄音室專輯、2張現場專輯、4張迷你專輯、3張影像作品、3張合輯、4張試聽帶、7張單曲和18支音樂錄影帶。

## 歷史

1993年至1997年的樂團標誌。

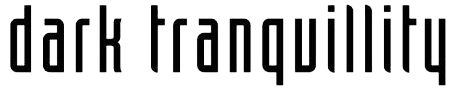
1999年至2013年的樂團標誌。

### 組建與《天穹舞者》（1989 - 1993年）
1989年，由兩位吉他手麥克·史丹（五年後改擔任主唱）和尼克拉斯·桑丁成立了寂靜黑暗的前身樂團，名叫敗血炙肉。不久之後，貝斯手馬丁·亨利克森、主唱安德斯·弗里登和鼓手安德斯·伊凡加入了樂團，當時的音樂風格是死亡金屬和鞭擊金屬。他們隨後錄製了第一張試聽帶《孱弱大地》，音樂風格受到死亡金屬的影響，類似早期的美國佛州樂團死神。隨後，他們決定改名為寂靜黑暗。1991年發行第二張試聽帶《行屍蹤跡》，1992年發行第三張試聽帶《月華輝映》，1993年發行第四張試聽帶《萬籟俱寂》，這三張作品都顯示樂團正在死亡金屬中探索更多的旋律性。1993年5至6月開始錄音，8月30日透過芬蘭唱片公司尖刺莊園唱片發行第一張錄音室專輯《天穹舞者》，獲得的評價以正面居多。在《天穹舞者》發行不久後，主唱安德斯·弗里登於1994年離開了寂靜黑暗，改為加入另一支旋律死亡金屬樂團烈焰邪神。吉他手麥克·史丹便改成擔任主唱，招募了弗雷德里克·約翰森擔任吉他手。

### 《幽靜長廊》與《心靈之眼》（1994 - 1997年）
1994年，樂團參與瑞典金屬樂團號召的致敬專輯《金屬民兵 - 向金屬製品致敬》，他們翻唱了金屬製品的〈我的苦難之友〉，這是麥克·史丹擔任寂靜黑暗主唱後的第一首錄製作品。1995年2月3日，發行第一張迷你專輯《混沌永夜》。樂團在4月開始到佛里曼錄音室錄音。1995年11月27日，透過法國唱片公司滲透製作發行第二張錄音室專輯《幽靜長廊》，這張專輯已經被重金屬音樂界認為是哥登堡金屬的經典作品，並幫助瑞典的死亡金屬樂團超越鄰國對手，甚至超越死亡金屬的發源地美國，使瑞典的死亡金屬擁有自己的本土特色。1996年11月25日，發行第二張迷你專輯《自裁天使》。1997年發行了第一張影像作品《黃道光》。同年4月21日，發行第三張錄音室專輯《心靈之眼》，它沒有得到像前作《幽靜長廊》那樣高的讚譽，但仍然受到樂迷的正面評價。

### 《天衣無縫》與《避難之所》（1998 - 2001年）
1998年9月，樂團到佛里曼錄音室錄音，由於這張專輯包含了大量的鋼琴、鍵盤和電子音效，樂團招募了馬丁·布蘭斯壯擔任鍵盤手，擴充為五人編制。但是在新作品發行之前，吉他手弗雷德里克·約翰森因為家庭因素、失去對音樂產業的熱忱，所以選擇退出樂團。原來擔任貝斯手的馬丁·亨利克森轉為吉他手，當時他有點不情願換位置。樂團並招聘了麥克·尼克森加入，擔任貝斯手。1999年8月10日，透過世紀媒體唱片發行第四張錄音室專輯《天衣無縫》，這張專輯標誌著樂團的音樂性發生重大轉變，他們仍然保留了旋律死亡金屬風格，但增加來了清腔歌聲、鍵盤與鋼琴編曲、哥德金屬和類似英國電子音樂樂團流行尖端的元素。正如預期的那樣，一些資深樂迷對寂靜黑暗改變音樂方向很不滿意，但是也成功吸引到許多新的聽眾。
2000年3月，樂團到佛里曼錄音室錄音。同年7月25日，透過世紀媒體唱片發行第五張錄音室專輯《避難之所》，它保留了以往專輯的電子音樂元素，節奏更溫和、製作更精緻。和前作一樣，這張專輯也收到樂迷和音樂評論家褒貶不一的評價，不過創團元老之一的尼克拉斯·桑丁表示，這是他最不喜歡的寂靜黑暗專輯。樂團在2001年展開世界巡迴演唱會，但鼓手安德斯·伊凡因為當了爸爸，所以樂團聘請羅賓·伊恩支援現場的演奏。

### 《毀壞殆盡》（2002 - 2003年）
2002年2月至3月，樂團到佛里曼錄音室錄音。同年8月20日，透過世紀媒體唱片發行第六張錄音室專輯《毀壞殆盡》，它放棄了清腔歌聲，使用更厚重、更失真的吉他音色，節奏也更快。這個決策似乎讓寂靜黑暗得到了回報，因為樂迷和音樂評論家都對這張專輯印象深刻，或多或少的人都認為它是一張很成功的專輯，表現的比前作《避難之所》更好。主唱麥克·史丹表示，這張專輯歌詞主題是關於生命的脆弱。《毀壞殆盡》也終於讓樂團第一次登上多個國家的唱片排行榜，包括德國官方排行榜第83名、法國暢銷專輯榜第146名、瑞典熱門音樂榜第29名。2003年9月29日，透過世紀媒體唱片發行第二張影像作品《致命毀滅》，內容是2002年底在波蘭、希臘、德國、法國的現場演唱會實況，以及樂團成員的採訪。

### 《人性黑暗面》（2004 - 2005年）
2004年2月至3月，樂團到佛里曼錄音室錄音。同年5月24日，透過世紀媒體唱片發行第一張合輯《夜之展演》。同年11月15日，透過世紀媒體唱片發行第三張迷你專輯《萬念俱灰》。2005年1月24日，透過世紀媒體唱片發行第七張錄音室專輯《人性黑暗面》，登上德國官方排行榜第83名、法國暢銷專輯榜第173名、瑞典熱門音樂榜第3名、芬蘭官方排行榜第30名、義大利專輯排行榜第57名。它的風格更重，電吉他更粗麻、更快速，以及高技術性的鍵盤編曲，獲得了非常廣泛的正面評價。

### 《虛構死亡紀事》（2006 - 2008年）

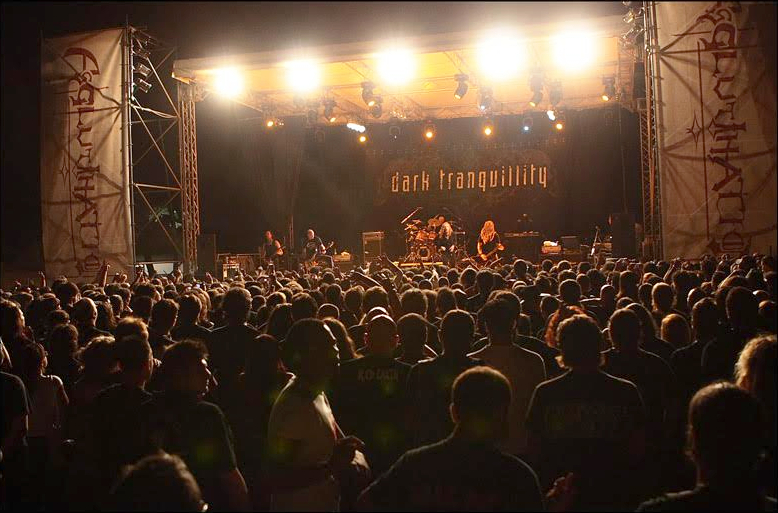
2008年的寂靜黑暗。

2006年10月至11月，樂團到佛里曼錄音室錄音。2007年4月17日，透過世紀媒體唱片發行第八張錄音室專輯《虛構死亡紀事》，登上德國官方排行榜第59名、法國暢銷專輯榜第145名、瑞典熱門音樂榜第12名、芬蘭官方排行榜第19名、義大利專輯排行榜第34名。主唱麥克·史丹又開始加入清腔嗓音，並且繼《天衣無縫》之後又邀請了女歌手加入演唱。這張專輯不但回到《天衣無縫》與《避難之所》的創作風格，也融合《毀壞殆盡》與《人性黑暗面》更具侵略性的特徵，這使寂靜黑暗又獲得更強烈的好評與人氣，《虛構死亡紀事》被樂迷和音樂評論家認為是一張經典之作，而非企圖向主流靠攏的商業作品。這也是貝斯手麥克·尼克森參與的最後一張寂靜黑暗專輯。
樂團隨後與猛鬼入侵、永劫回歸及混濁傷痕展開北美洲的巡迴演唱會。2008年初，樂團與烏合之眾一同在英國巡演。然後返回美國，與邪神大敵一同巡演。2008年8月，貝斯手麥克·尼克森因為個人因素，他與樂團友好的分道揚鑣。同年9月19日，由撒旦之作和零維度的前成員丹尼爾·安東森擔任新的貝斯手。

### 《來自虛空》（2009 - 2011年）
2009年5月25日，世紀媒體唱片重新發行了《天衣無縫》、《避難之所》和《毀壞殆盡》。8月28日至10月14日，樂團開始錄製新作品。10月26日，透過世紀媒體唱片發行第三張影像作品《亡靈之城》，包括音樂錄影帶、罕見的現場影片、現場音源、紀錄片和在米蘭拍攝的完整演唱會實況。10月30日，發行第二張現場專輯《人生跑馬燈》。2010年2月24日，透過世紀媒體唱片發行第九張錄音室專輯《來自虛空》，登上瑞士百強專輯榜第70名、德國官方排行榜第59名、法國暢銷專輯榜第138名、比利時專輯排行榜第100名、瑞典熱門音樂榜第9名、芬蘭官方排行榜第16名、希臘專輯排行榜第16名。《來自虛空》一樣獲得了廣泛好評，但有些人開始變得有點厭倦，美國音樂網站「地下金屬」便表示：「優秀的旋律死亡金屬，但感覺寂靜黑暗好像連續三次都發行同一張專輯」。儘管如此，它的銷量和迴響仍舊相當不錯。樂團隨後與終極殺戮以及穿著名牌的魔鬼聯名舉辦北美洲的巡迴演唱會。2010年5月至6月，樂團與末日徵兆、冷血叛徒及心不在焉開始北美洲的巡演之旅。2011年2月，樂團至印度海德拉巴演出。

### 《末世意象》（2012 - 2015年）
2012年4月27日，寂靜黑暗與世紀媒體唱片續約。同年10月18日，樂團開始為專輯創作。2013年初，樂團開始錄製新作品，然後到瑞典厄勒布魯魔街錄音室進行混音，工程師是是揚斯·博格倫。2月18日，貝斯手丹尼爾·安東森與寂靜黑暗友好的分道揚鑣，因為他想要專注於彈奏吉他，並希望能轉換跑道，學習成為音訊工程師和唱片製作人。2月27日，樂團宣布完成新專輯的錄製工作，雖然貝斯手丹尼爾·安東森在錄音期間仍是寂靜黑暗的正式成員，但是他並沒有參與彈奏貝斯。創團元老之一、吉他手尼克拉斯·桑丁表示，他對新專輯的發行並未感到興奮，並說寂靜黑暗的專輯時間都太長了。3月27日，樂團透露了新專輯歌單，還對專輯的風格發表了評論，他們說：「雖然仍是寂靜黑暗的招牌路線，但是自1999年的《天衣無縫》之後，這個錄音室專輯可能是我們做過最不同、最多樣化的一張」。
5月27日，透過世紀媒體唱片發行第十張錄音室專輯《末世意象》，登上美國告示牌二百強專輯榜第171名、瑞士百強專輯榜第68名、德國官方排行榜第37名、奧地利專輯排行榜第67名、法國暢銷專輯榜第136名、比利時專輯排行榜第108名、瑞典熱門音樂榜第9名、芬蘭官方排行榜第15名。樂團在這張專輯中讓自己擺脫了公式化，採納了樂迷和音樂評論家給予的建設性建議，《末世意象》成為寂靜黑暗歷年來最具黑暗氛圍的專輯之一。它受到更廣泛的好評，並且是寂靜黑暗第一次登上美國告示牌二百強專輯榜的專輯，其次是廣泛的巡迴演出。為了宣傳這張專輯，樂團在芬蘭和北美洲與烏合之眾、在歐洲與殘月孤寂、在瑞典與黑暗恐懼一起舉行了巡迴演出。

### 《荒寂的芳香》（2016年至今）
2016年3月，創團元老之一、吉他手馬丁·亨利克森宣布離開樂團，他坦承在樂團演奏26年後「已經失去了玩音樂的熱情」。5月22日，寂靜黑暗開始錄製他們的全新作品，但直到7月6日才正式宣布。11月4日，透過世紀媒體唱片發行第十一張錄音室專輯《荒寂的芳香》，登上瑞士百強專輯榜第36名、德國官方排行榜第23名、奧地利專輯排行榜第40名、法國暢銷專輯榜第108名、比利時專輯排行榜第80名、瑞典熱門音樂榜第2名、義大利專輯排行榜第47名。

## 成員列表
| - 麥克·史丹 – 主唱（1994年 - 至今）、吉他（1989 - 1994年） - 尼克拉斯·桑丁 – 吉他（1989年 - 至今） - 安德斯·伊凡 – 鼓（1989年 - 至今） - 馬丁·布蘭斯壯 – 鍵盤、音效設計（1999年 - 至今） - 安德斯·艾文 – 貝斯（2015年 - 至今） - 約翰·萊恩赫茲 – 吉他（2017年 - 至今） - 克里斯多福·阿莫特 – 吉他（2017年 - 至今） | - 馬丁·亨利克森 – 吉他、貝斯（1989 - 2016年） - 安德斯·弗里登 – 主唱（1989 - 1994年） - 弗雷德里克·約翰森 – 吉他（1994 - 1999年） - 麥克·尼克森 – 貝斯（1999 - 2008年） - 丹尼爾·安東森 – 貝斯（2008 - 2013年） - 羅賓·伊恩 – 鼓（2001年） - 艾瑞克·亞科布松 – 吉他（2015 - 2016年） - 延斯·弗洛倫 – 吉他（2016年） - 賽巴斯汀·梅爾 – 吉他（2016 - 2017年） |

## 作品
更詳細的列表請參見主條目：寂靜黑暗作品列表
| - 天穹舞者（1993年8月30日） - 幽靜長廊（1995年11月27日） - 心靈之眼（1997年4月21日） - 天衣無縫（1999年8月10日） - 避難之所（2000年7月25日） - 毀壞殆盡（2002年8月20日） - 人性黑暗面（2005年1月24日） - 虛構死亡紀事（2007年4月17日） - 來自虛空（2010年2月24日） - 末世意象（2013年5月27日） - 荒寂的芳香（2016年11月4日） - 夜之展演（2004年5月24日） - 寂靜黑暗的宣言（2009年2月27日） - 昨日世界（2009年5月27日） | - 混沌永夜（1995年2月3日） - 自裁天使（1996年11月25日） - 萬念俱灰（2004年11月15日） - 一線之隔（2012年3月5日） - 亡靈之城（2009年10月26日） - 人生跑馬燈（2009年10月30日） - 黃道光（1997年） - 致命毀滅（2003年9月29日） - 亡靈之城（2009年10月26日） - 孱弱大地（1989年） - 行屍蹤跡（1991年） - 月華輝映（1992年） - 萬籟俱寂（1993年） |

## 外部連結
- 官方网站
- 寂靜黑暗的Facebook專頁
- 寂靜黑暗的X（前Twitter）
- 寂靜黑暗的Instagram帳戶
- 寂靜黑暗樂團在Allmusic上的頁面